# Chasiempis ibidis
El monarca de Oahu o elepaio de Oahu  (Chasiempis ibidis) es una especie de ave paseriforme de la familia Monarchidae nativo de la isla hawaiana de Oahu. Ahora está restringido a un área de 47 kilómetros cuadrados en las cordilleras de Koʻolau y Waiʻanae, donde se reproduce en una población fragmentada de 1200-1400 aves.

## Conservación
La especie está catalogada como en peligro de extinción, la malaria aviar y la viruela aviar están extendidas en la población y aunque parece haber resistido la peor parte, se ve amenazada por una combinación de estas enfermedades y la depredación de pichones, huevos y hembras adultas por las ratas. En las áreas donde se han controlado las ratas, la supervivencia y el éxito de los nidos es más alto. Encuestas recientes en las poblaciones de Koʻolau han revelado de forma inesperada que la población se ha mantenido prácticamente estable desde las encuestas realizadas en la década de 1990. Sin embargo, solo alrededor de 20 individuos quedan en el barlovento de la cordillera de Koʻolau, algunos valles contienen un único ejemplar. Sin intervención, esta población se enfrenta a la extirpación en un futuro próximo debido a los pequeños fenómenos poblacionales.